# 七牌梭哈
七牌梭哈是一种梭哈遊戲。在德州撲克流行起来之前，七牌梭哈是美国最流行的扑克游戏之一 。不過現今七牌梭哈在美國的赌场已不再常见。七牌梭哈的玩家人數一般在2至8名玩家之間。